# 장흥 천관사 오층석탑
장흥 천관사 오층석탑(長興 天冠寺 五層石塔)은 대한민국 전라남도 장흥군 관산읍, 천관사에 있는 오층석탑이다. 1986년 2월 7일 전라남도의 유형문화재 제135호로 지정되었다.

## 개요
천관사에 서 있는 5층 석탑으로, 1층 기단(基壇) 위에 5층의 탑신(塔身)을 올렸다.
기단과 탑신부의 각 층 몸돌에는 기둥모양을 조각하였다. 지붕돌은 밑면에 3단의 받침을 두었고, 윗면은 경사가 급하다. 꼭대기에는 꽃봉오리 모양의 머리장식이 남아 있다.
기단이 1층으로 줄어들고, 지붕돌 받침이 3단으로 줄어드는 등 통일신라의 전형 양식에서 살짝 벗어나 있어 고려시대의 석탑으로 추측된다.

## 현지 안내문
탑이란 부처님의 진신사리를 봉안한 것으로 불교의 상징적인 예배의 대상이다.
이 석탑은 4매의 길고 큰 석재로 만들어진 지대석 위에 단층기단을 만들고 그 위에 5층의 몸체돌을 올렸다. 기단의 하대석은 2단의 괴임을 하고 그 위로 면석을 올렸다. 탑의 몸체는 몸체돌과 지붕돌이 각각 한돌로 만들어졌고, 몸체돌의 각 면에 우주(隅柱:모서리 기둥)를 새겼다. 지붕돌은 매우 두꺼우며 지붕받침은 3단인데 매우 얇고, 지붕돌이 두껍고 평박하여 탑의 전체적인 느낌을 중후하게 한다.
지붕돌이 두꺼운 점과 지붕돌 처마로 내려오는 곡선의 반전이 심한 점 등으로 볼 때 고려 후기에 만들어진 것으로 추정된다.

## 참고 자료
- 천관사 오층석탑 - 국가유산청 국가유산포털